# Teymur Qasımov
Teymur Qasımov, född 14 oktober 1973, är en friidrottare från Azerbajdzjan. Han deltog vid olympiska sommarspelen 2000 och olympiska sommarspelen 2004.